# Paróquia Cristo Redentor (Ipatinga)
A Paróquia Cristo Redentor é uma divisão da Igreja Católica sediada no município brasileiro de Ipatinga, no interior do estado de Minas Gerais. A paróquia faz parte da Diocese de Itabira-Fabriciano, estando situada na Região Pastoral III.
Foi criada em 7 de fevereiro de 2007 e possui comunidades nos bairros Betânia, onde se encontra a sua sede, Granjas Vaga-lume e Taúbas.